# Karel Řehka

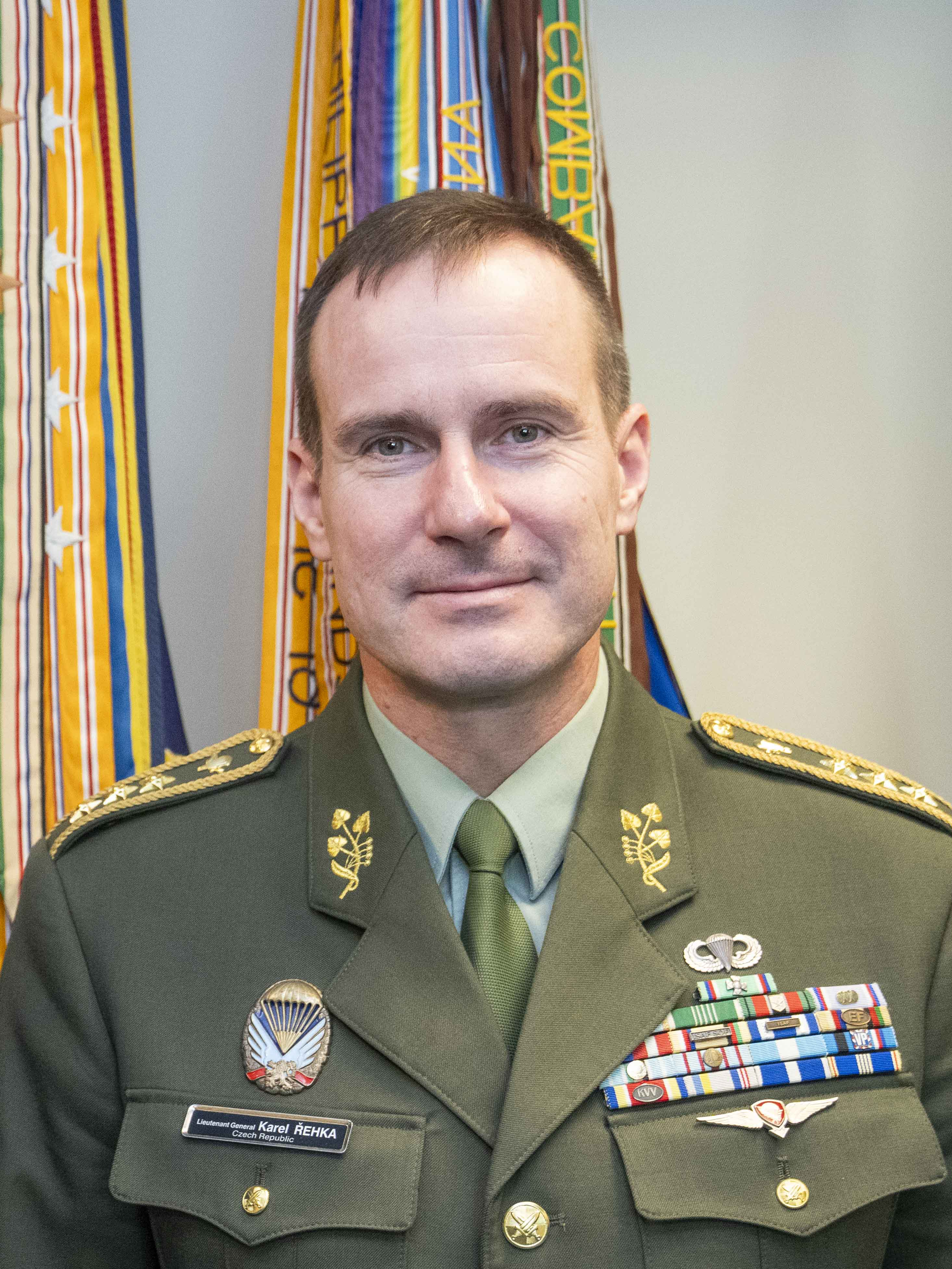
Karel Řehka 2024

Karel Řehka (* 1. Februar 1975 in Brünn) ist ein tschechischer Offizier im Rang eines Generalleutnants. Seit Juni 2022 ist er der Chef des Generalstabs der Tschechischen Armee.

## Leben
Karel Řehka wurde 1975 in Brünn, der größten Stadt im Landesteil Mähren der damaligen Tschechoslowakei geboren.

### Militärische Laufbahn
Řehka entschied sich frühzeitig für eine Karriere im Militärbereich und schloss sein Abitur 1993 an einem militärischen Spezialgymnasium in Opava ab. Anschließend besuchte er die Hochschule des Heeres in Vyškov. Nach einem Auslandsaufenthalt (1996) an der Royal Military Academy Sandhurst schloss er seine Offiziersausbildung 1997 ab.
Seine ersten praktischen Erfahrungen sammelte Karel Řehka im Bereich der Aufklärung und bei Spezialtruppen. Zudem besuchte er 1999 die Ranger-Ausbildung in den Vereinigten Staaten. Es folgte ein Masterabschluss im Fernstudium an der Hochschule des Heeres und andere Weiterbildungen im In- und Ausland. Im praktischen Bereich diente er in den 2000er und 2010er Jahren auf mehreren Führungs- und Stabspositionen.
Am 28. Oktober 2016 wurde Řehka zum Brigadegeneral befördert. Von 2017 bis 2020 fand er als stellvertretender Kommandant beim Multinationalen Korps Nord-Ost Verwendung. Von 2020 bis 2022 war er Befehlshaber der tschechischen Cyber-Sicherheits-Agentur. Am 22. Juni 2022 wurde er zum Generalmajor befördert und am 1. Juli 2022 zum Chef des Generalstabs ernannt. Dort löste er Aleš Opata ab, der dem Generalstab seit Mai 2018 vorgestanden hatte. Am 8. Mai 2023 wurde Karel Řehka zum Generalleutnant befördert.

### Privates
Der General ist verheiratet und Vater von zwei Kindern. Neben seiner Muttersprache beherrscht er Englisch und Russisch.